# Карповский сельсовет (Нижегородская область)
Карповский сельсовет — сельское поселение в Уренском районе Нижегородской области.
Административный центр — село Большое Карпово.

## История
Статус и границы сельского поселения установлены Законом Нижегородской области от 15 июня 2004 года № 60-З «О наделении муниципальных образований — городов, рабочих посёлков и сельсоветов Нижегородской области статусом городского, сельского поселения».

## Население
| 2002 | 2010 | 2012 | 2013 | 2014 | 2015 | 2016 |
| ---- | ---- | ---- | ---- | ---- | ---- | ---- |
| 747  | ↘705 | ↘684 | ↗687 | ↗703 | ↘672 | ↘635 |
| 2017 | 2018 | 2019 | 2020 |      |      |      |
| ↘618 | ↘616 | ↘601 | ↗611 |      |      |      |

## Состав сельского поселения
| № | Населённый пункт | Тип населённого пункта       | Население |
| - | ---------------- | ---------------------------- | --------- |
| 1 | Большое Карпово  | село, административный центр | ↘647      |
| 2 | Кудряшино        | деревня                      | ↗38       |
| 3 | Шароновка        | деревня                      | ↘11       |
| 4 | Шитово           | деревня                      | ↗9        |